# Panteismus
Panteismus nebo pantheismus (řec. πάν (pan) = vše a θεός (theos) = bůh) je filosofický či světový názor, založený na přesvědčení, že všechno, co jest, tvoří jeden celek, který je božské povahy. Podle toho, jak se tato povaha chápe, může být panteismus blízký spíše náboženství, anebo naopak ateismu.[zdroj⁠?!]
Slovo panteismus má sice stejný původ jako slovo pantheon (soubor bohů, uctívaných v nějaké kultuře), obsahově s ním však nesouvisí.

## Původ a význam
Výraz pantheismus patrně poprvé použil irský osvícenec John Toland roku 1720 v polemice se Spinozou, jako teoretický či světový názor je však mnohem starší. Panteistické myšlenky se vyskytují už v nejstarší řecké filosofii, v křesťanské i ve východních tradicích a u mnoha novověkých filosofů. Pro pochopení panteismu je důležité postavit jej vedle náboženských směrů, vůči nimž se vymezuje a proti nimž se staví. Starověký a patrně i buddhistický panteismus se vymezuje proti polyteismu „přírodních“ náboženství, který uctívá různá božstva a božské síly, ty jsou však imanentní součástí celku světa a tudíž podléhají například osudu.
Proti tomu starověký panteismus zdůrazňuje jednotu veškerenstva, které není jen souhrnem jsoucen, neboť mu vládne společný a božský řád Vesmíru, jímž se má řídit i člověk. V tomto smyslu pak výroky, že „Bůh je vše“ a „Vše je Bůh“, nejsou tautologie, neboť vyzvedají celkovost jsoucího i jeho závaznost. Naopak v některých moderních formách panteismu se tvrdí, že celek jsoucího (Vesmír či příroda) je v sobě uzavřený a ontologicky úplný, protože však zahrnuje i člověka, nemá smysl hovořit o nějaké závaznosti. O takovém panteismu říká Arthur Schopenhauer, že je ve skutečnosti ateismem a pojmu panteismus zneužívá.
Monoteistická náboženství také odmítají starší polyteismus, celek jsoucího je však podle nich podřízen radikálně transcendentálnímu a osobnímu Bohu, který se od něho zásadně liší, je jeho původcem a často také cílem. I pro monoteistická náboženství tvoří tedy celek jsoucího jakousi jednotu, kterou však Bůh přesahuje a kromě toho se vůči lidem projevuje jako svrchovaná „osoba“, lidskému chápání dostupná jen tam, kde sama jedná a zjevuje se či „mluví“.
Přes tyto dvě zásadní odlišnosti – Boží transcendenci a Boží vůli či osobu – se v Bibli i v křesťanství najde mnoho výroků, které by se daly chápat panteisticky. „Nenaplňuji snad nebe i zemi? je výrok Hospodinův“ (Jr 23,24). „Neboť v něm (tj. Bohu) žijeme, pohybujeme se, jsme“, říká Pavel z Tarsu (Sk 17,28). „Ty totiž nejsi ničím obsažen, sám však obsahuješ všechno“ (Anselm z Canterbury) a Tomáš Akvinský vysvětluje: „O tělesných věcech se říká, že jsou v něčem jako obsahujícím, duchovní věci však obsahují ty, v nichž jsou – tak jako duše obsahuje tělo. Tak i Bůh je ve věcech jako obsahující věci, nicméně (...) se říká, že všechno je v Bohu, nakolik je on sám obsahuje.“ Podobné výroky lze najít i u mystiků.

## Spinoza a panteismus
Za průkopníka novověkého panteismu se často pokládá Spinoza, který v „Etice“ napsal slavnou větu „Bůh čili příroda“ (Deus sive natura) a „Mimo Boha žádná substance nemůže ani být, ani být myšlena“. K tomu je však třeba dodat, že latinské „natura“ zde neznamená hmotnou přírodu, nýbrž podstatu a Spinoza sám v dopise napsal, že „Pokud se někteří domnívají, že chci dokázat jednotu Boha a přírody (kterou chápou jako jistou hmotu nebo tělesnou látku), úplně se mýlí.“ Spinozovi totiž patrně šlo právě o to, zdůraznit nesamostatnost smyslového světa a jeho závislost na Stvořiteli, jehož jsou věci pouhými „mody“. Boha si podle něho také nelze představovat jako osobu, podobnou člověku. Tento názor se někdy nazývá panenteismus (z řec. pan-en-theó, vše v Bohu).
Existují však různé interpretace Spinozovy metafyziky a někteří badatelé považují Spinozu za klasického představitele panteismu. Tak soudili Josef Tvrdý i profesor Drtina, jenž konstatoval, že „Spinozův názor světový je monismus a pantheismus". Profesor Rast napsal: „Spinoza učí jednoznačnému panteismu. Bůh je »natura naturans« [příroda tvořící], mody jsou »natura naturata« [příroda vytvářená], avšak v základě je všechno jedno."

Dle profesora Röda „»Příroda« a »Bůh« jsou u Spinozy synonyma", i když ovšem „přírodou nerozuměl jen materiální skutečnost, ale skutečnost obecně včetně jejího duchovního aspektu." „V rámci Spinozových předpokladů pochopitelně nelze vážně mluvit o tom, že by Bůh stvořil svět, protože vše, co existuje, je v Bohu, stejně jako je Bůh ve všem...". Problém vzniku věcí statický panteismus Spinozův jednoduše pomíjí.
Profesor Muller konstatoval: „Spinozův Bůh venkoncem není transcendentní a »jiný«. Bůh je příroda sama... /.../ Jedinečná nekonečná příroda neboli Bůh tak může být pochopena dvěma způsoby: buď jako jeden Bůh a jako »natura naturans«, anebo jako nekonečný řád konečných věcí a jako »natura naturata«". Ve Spinozově myšlení neexistuje prostor pro osobního Boha a náboženské přesvědčení o nesmrtelnosti duše považoval za iluzi.

## Novověký panteismus
Mezi panteisty se obvykle počítá například Giordano Bruno, Johann Wolfgang von Goethe, Georg Wilhelm Friedrich Hegel, mnozí romantici, ale také Friedrich Nietzsche, Ernst Haeckel, Carl Gustav Jung nebo Albert Einstein. Počítá se k němu také řada moderních hnutí jako New Age.
Panteismus je individuální postoj a nevytváří žádné rituály ani náboženská společenství. Skutečným rozlišovacím znakem však nakonec není teoretický názor, nýbrž to, zda a jak se tito lidé cítí vázáni k určitému jednání a jak chápou svoji odpovědnost.